# أندرو إيتون (منتج أفلام)
أندرو إيتون (بالإنجليزية: Andrew Eaton)‏ هو منتج أفلام بريطاني، ولد في 7 ديسمبر 1959 في ديري في أيرلندا الشمالية.

## وصلات خارجية
- أندرو إيتون على موقع IMDb (الإنجليزية)
- أندرو إيتون على موقع قاعدة بيانات الأفلام السويدية (السويدية)
- أندرو إيتون على موقع قاعدة بيانات الفيلم (الإنجليزية)